# Parallelia jovia
Parallelia jovia là một loài bướm đêm trong họ Erebidae.